# Kinesisk sångfnittertrast
Kinesisk sångfnittertrast (Garrulax canorus) är en östasiatisk fågel i familjen fnittertrastar inom ordningen tättingar.

## Utseende och läten
Kinesisk sångfnittertrast är medelstor (21-24 cm), rätt enfärgat brun fnittertrast. Karakteristiskt är en tydlig vit ögonring och ett vitt streck bakom ögat. Ovansidan är oliv- eller gråbrun med brunstreckat beige hjässa och nacke och mörkbruna vingpennor. Även stjärten är mörkbrun, med olivfärgade band och stjärtbas. Undersidan är gulbrun med grå buk. Hanens sång är fyllig, rätt ljus och varierande, innehållande både upprepade fraser och härmningar.

## Utbredning och systematik
Kinesisk sångfnittertrast förekommer i södra Kina och delas in i två underarter med följande utbredning:
- Garrulax canorus canorus – centrala östra och sydöstra Kina till norra Laos och centrala Vietnam; införd till Taiwan (där den hybridiserar med taiwanesisk sångfnittertrast) samt Hawaiiöarna
- Garrulax canorus owstoni – bergstrakter på ön Hainan

Tidigare behandlades kinesisk och taiwanesisk sångfnittertrast (Garrulax taewanus) som en och samma art, sångfnittertrast (G. canorus), och vissa gör det fortfarande. Genetiska studier visar dock att de skiljdes åt för 1,5 miljoner år sedan.

## Levnadssätt
Kinesisk sångfnittertrast hittas i buskmarker, öppen skog, bambustånd, vass, högt gräs och trädgårdar på upp till 1800 meters höjd. Födan består av insekter, men även frukt, frön och ibland majs eller annan säd. Den födosöker på marken enstaka, i par eller i små grupper. Arten är stannfågel.

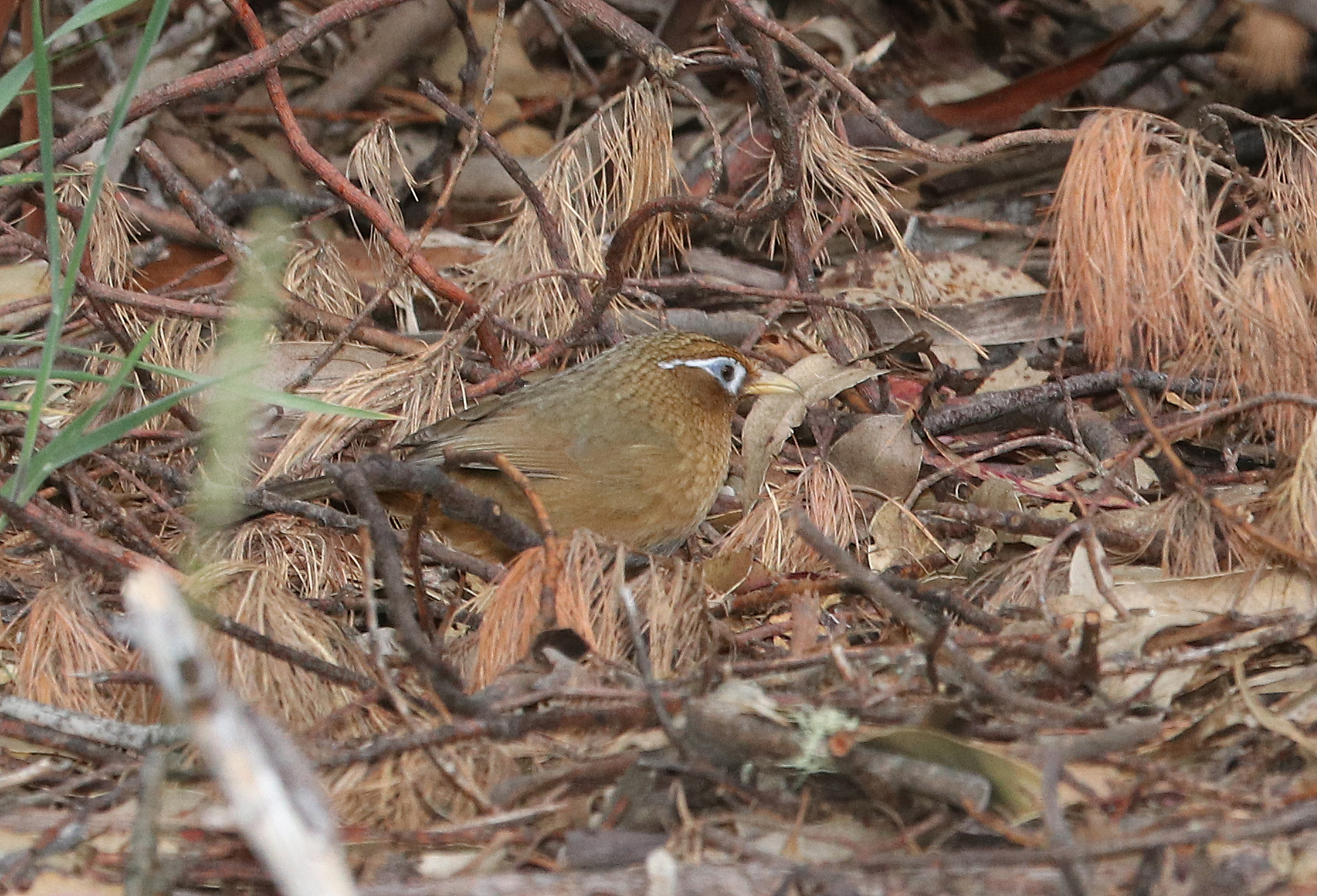
Födosökande kinesisk sångfnittertrast fotograferat på Maui i Hawaiiöarna där arten introducerats.

### Häckning
Fågeln häckar från mars till augusti. Den bygger ett stort skålformat bo av löv, gräs, ormbunkar, klätterväxter och rötter. Boet placeras i gräs, en buske eller ett litet träd upp till två meter upp från marken, vari den lägger två till fem ägg.

## Status och hot
Artens populationstrend är okänd, men utbredningsområdet är relativt stort. Internationella naturvårdsunionen IUCN anser inte att den är hotad och placerar den därför i kategorin livskraftig. Den beskrivs som relativt vanlig.